# Gurdwara Mai Than

Le Gurdwara Mai Than est le seul temple historique du sikhisme qui se situe dans le centre de la ville d'Agra dans l'État de l'Uttar Pradesh en Inde. Il date d'une visite de Guru Tegh Bahadur, (1621-1675), le neuvième gourou du sikhisme. Ce Maître visitait pour la deuxième fois la ville du Taj Mahal et il alla chez une fervente croyante Mai Jassi. Elle avait dans le cœur le vœu qu'il vienne chez elle afin entre autres de lui remettre une pièce de tissu qu'elle avait tissée spécialement pour le gourou. Guru Tegh bahadur accepta avec joie cette offrande et bénit l'endroit. Depuis sur cette place qui se nomme Mahalla, un gurudwara a été établi ; un musée a été installé à l'étage avec des scènes de l'histoire du sikhisme. Le nom de Gurdwara Sri Guru Singh Sabha est aussi donné au temple,.